# VfR Heilbronn
Der VfR Heilbronn war ein Sportverein aus der württembergischen Stadt Heilbronn. Bekanntheit erlangte der Verein vor allem durch seine acht Spielzeiten in der 2. Liga (1956/57, 1962/63, 1969/70 bis 1974/75). Nach der Insolvenz fusionierte er 2003 mit der Heilbronner Spielvereinigung zum FC Heilbronn. 2018 wurde der VfR Heilbronn neu gegründet. 

## Geschichte

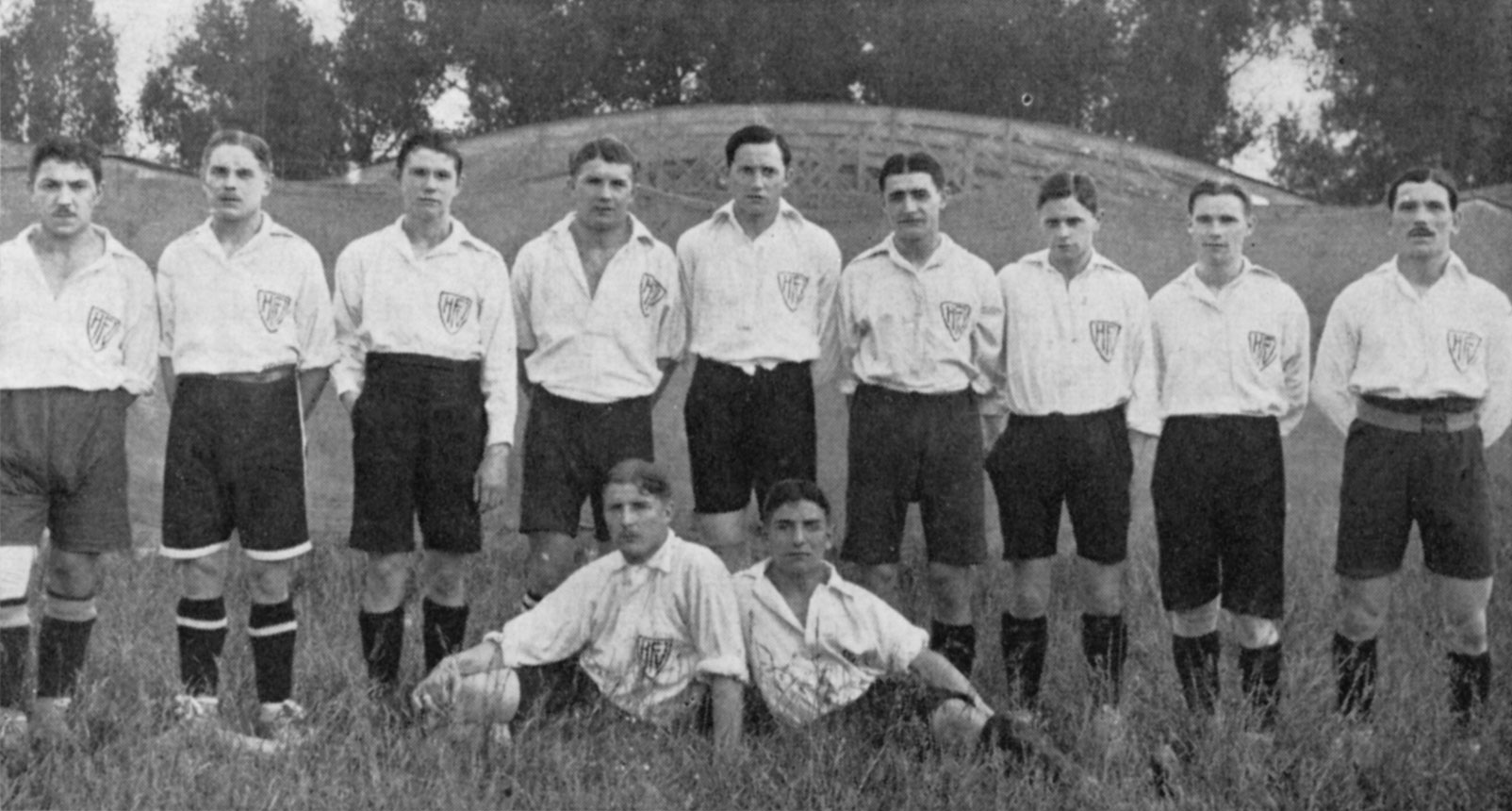
HFG-Mannschaft 1913

1896 wurde im Heilbronner Lokal Zur Hopfenblüte der Heilbronner Fussballklub gegründet. Nach der Fusion mit dem FC Württemberg nannte sich der Verein Heilbronner Fußball-Gesellschaft 1896. Schon in der Zeit nach der Gründung konnten erste Erfolge errungen werden. Nachdem der Verein 1903/04 durch den Wegzug vieler Spieler deutlich geschwächt war, fusionierte er mit dem FC Amiticia, behielt dabei aber den Namen Heilbronner Fußball-Gesellschaft 1896 bei. 1907 spielte der Verein erstmals in den Verbandsspielen der Klasse C, 1908 rückte er in die Klasse B auf. 1909 wurde der vom Verein genutzte Platz an den Brückentorwiesen umzäunt, so dass man Eintrittsgelder kassieren konnte. 1913 fusionierte der Verein mit dem Fußballverein Adler und nannte sich danach Heilbronner Fußball-Vereinigung. 1914 rückte der Verein in die Klasse A des Gaues Baden auf. 1920 nahm der Verein seinen langjährigen Namen Verein für Rasenspiele 1896 an.
1922 konnte der VfR mit den Teams der Stuttgarter Kickers und des VfB Stuttgart in die württembergische Oberliga aufsteigen, 1929 spielte man um die süddeutsche Meisterschaft. Der VfR Heilbronn, der 1933 zu den zehn Gründungsmitgliedern der Gauliga Württemberg gehörte, wurde am 21. Januar 1934 nach dreizehn von insgesamt achtzehn Spielen disqualifiziert. Hintergrund war der Aufsehen erregende Skandal um den ehemaligen Nationalspieler in den Reihen des VfR, Andreas Franz. Dieser war vom VfR zunächst als Sportlehrer gegen Monatsgehalt eingestellt worden, war dann wenig später aber nur noch als Stürmer der Amateurmannschaft tätig, obwohl er weiter das Sportlehrergehalt bezog. Er wurde im Vorfeld des Rückrundenspiels gegen den Lokalrivalen Union Böckingen vom Union-Spieler Richard Walter des Berufsspielertums bezichtigt, und daraufhin vom DFB gesperrt. Für den VfR waren die Folgen der „Affäre Franz“ dramatisch. Er wurde vorübergehend aus dem DFB ausgeschlossen. Darüber hinaus wurden alle Ergebnisse der Gauligasaison aus der Wertung genommen, so dass der VfR als erster Absteiger feststand. Allerdings hatte der VfR bis dahin ohnehin erst sieben Punkte gesammelt und wäre wohl auch ohne Disqualifikation abgestiegen. Zudem nutzen die nationalsozialistischen Machthaber die Gunst der Stunde, um den Verein vollends gleichzuschalten. Im März 1934 verfügte der Kreisleiter Richard Drauz die Auflösung und gleichzeitige Neugründung des VfR als SV Heilbronn 96 mit ihm als Vorsitzenden. 1941 stieg man erneut in die Gauliga Württemberg auf.

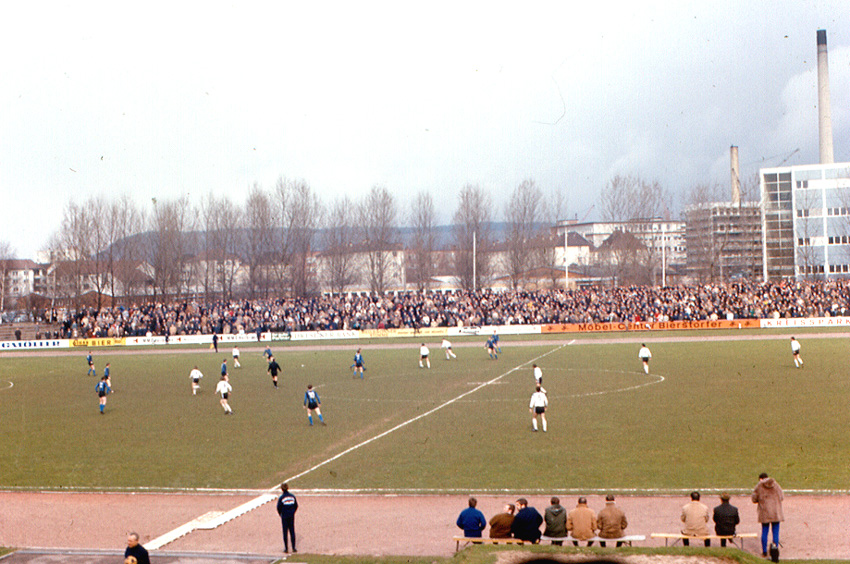
Regionalliga-Spiel zwischen Heilbronn und Waldhof Mannheim 1970 im heimischen Städtischen Stadion

Nach dem Krieg konnte sich der VfR Heilbronn 1951 für die 1. Amateurliga Württemberg qualifizieren, in der man 1956 Württembergischer Meister wurde und in die Zweite Liga Süd aufstieg. 1969 gelang dem VfR Heilbronn zum dritten Male die Württembergische Amateurmeisterschaft, und der Verein kletterte als Erster der Aufstiegsrunde in die süddeutsche Regionalliga als zweithöchste Spielklasse unter der Bundesliga. Damit begann die spektakulärste Fußballserie in jener späten Nachkriegsära. Mit durchschnittlich rund 10.000 Zuschauern hatte der VfR 1969/70 die erfolgreichste Saison in seiner 74-jährigen Vereinsgeschichte. Am 12. Dezember 1970 gelang der Mannschaft dann der vielleicht größte Sieg in der Vereinsgeschichte, als man vor 15.000 Zuschauern gegen den amtierenden Pokalsieger Kickers Offenbach im DFB-Pokal einen 2:0-Sieg feierte. Im Achtelfinale war dann Endstation, in Gelsenkirchen kassierte man eine 0:4-Niederlage gegen den FC Schalke 04. Bis 1974 spielte der VfR in der Regionalliga Süd.
Als die 2. Bundesliga Süd installiert wurde und der Verein in ziemlicher Finanznot steckte, musste der VfR seine besten Spieler Bernd Hoffmann und Martin Kübler an den Karlsruher SC verkaufen. Die Konsequenz war, dass der KSC 1975 in die Bundesliga auf-, der VfR wieder in die Amateurliga abstieg. Danach schaffte er den Sprung in eine höhere Liga nicht mehr, sieht man von einigen Oberliga-Spielzeiten ab. 1996 konnte der größte Erfolg der Vereinsgeschichte errungen werden, als die A-Junioren des VfR Heilbronn DFB-Pokalsieger wurden und in derselben Saison in die neugegründete Regionalliga aufstiegen. In den Liga- und Pokalspielen konnten in den Traditionsfarben des VfR, Schwarz-Weiß, namhafte Gegner wie der VfB Stuttgart, die Stuttgarter Kickers, SSV Reutlingen 05, der SSV Ulm 1846, Karlsruher SC, TSV 1860 München oder Energie Cottbus geschlagen werden. Im Endspiel des DFB-Jugend-Kicker-Pokal 1996 wurden die Lausitzer vor 8.000 Zuschauern mit 6:1 besiegt. Die erfolgreichen Spieler: Sven Seeg – Tobias Schwarz – Thomas Gruber, Christian Layher – Michael Wenczel, Marc Kern, Robert Mucha – Rüdiger Rehm, Peter Wagner – Rainer Baumgart, Tim Bilohoubeck, Onur Celik, Artur Glaser, Marcus Heintzmann, Jochen Schmid – Trainer: Otto Frey
Nach weiteren Auf- und Abstiegen musste der VfR Heilbronn 2002 Insolvenz anmelden. Im Jahr 2003 fusionierte der Verein mit der Heilbronner SpVgg 07 zum FC Heilbronn 07/96. 2004 musste auch dieser wegen der Altschulden der beiden Fusionsvereine Insolvenz anmelden, und er rutschte von der Verbandsliga in die Landesliga. 2012 fusionierte der FC Heilbronn mit der Fußballabteilung des FV Union Böckingen zum FC Union Heilbronn.

## Persönlichkeiten

### Zweitligakader der Saison 1974/75
Tor: Karl Hrynda, Karl-Heinz Seyffer, Abwehr: Reinhold Fanz, Otto Frey, Horst Hägele, Klaus Kubasik, Otis Nachbar, Helmut Röhrig, Gerhard Weil, Mittelfeld: Werner Haaga, Wilfried Krause, Wolfgang Lange, Bernd Laube, Roland Mall, Stjepan Matić, Peter Micic, Klaus Spannenkrebs, Sturm: Karl-Heinz Frey, Harry Griesbeck, Manfred Grimm, Walter Güntner, Bernd Herz, Gerhard Schneider, Trainer: Željko Čajkovski – bis 7. November 1974, danach Rudi Faßnacht

### Weitere Spieler
- Jens Bäumer, Jugend, ehemaliger U21-Nationalspieler und Zweitligaprofi beim Karlsruher SC und bei Borussia Mönchengladbach, spielte später bei Preußen Münster
- Otto Baumgart, (?–1951, 1952–?) Deutscher Meister 1952 mit dem VfB Stuttgart
- Ermin Bičakčić, (2000) Jugend, ehemaliger Jugendspieler beim FC Heilbronn, wechselte in der Jugend zum VfB Stuttgart, blieb dort als Aktiver, wechselte dann zu Eintracht Braunschweig
- Ion Dumitru, (2002–2003) ehemaliger rumänischer Nationalspieler und WM-Teilnehmer 1970 in Mexiko, spielte u. a. für Rapid Bukarest, Steaua Bukarest und FC Politehnica Timișoara; war Trainer des VfR Heilbronn in dessen letzter Saison 2002/03
- Savvas Exouzidis, (1998–2000) Jugend, ehemaliger Profi bei Panionios Athen und Iraklis Saloniki
- Reinhold Fanz, (1974–1975) begann seine Spielerkarriere beim VfR, war später Profi, u. a. bei Fortuna Düsseldorf und trainierte später u. a. Hannover 96, Eintracht Frankfurt und Eintracht Braunschweig
- Rudi Faßnacht, ehemaliger Spieler u. a. beim VfB Stuttgart, bei Hannover 96 und Bayer 04 Leverkusen
- Andreas Franz, (1933–1934) Deutscher Meister 1926 und 1929 mit der Greuther Fürth; war Spielertrainer in Heilbronn
- Bernd Hoffmann, (1972–1974) spielte in der 1. und 2. Bundesliga für den MSV Duisburg, den 1. FC Saarbrücken, Rot-Weiß Oberhausen, den Karlsruher SC und die Stuttgarter Kickers
- Eike Immel, (1998–2001) Deutscher Meister 1992 mit dem VfB Stuttgart, spielte noch für Borussia Dortmund und Manchester City; begann seine Trainerkarriere beim VfR, ehe er unter Christoph Daum Torwarttrainer bei Beşiktaş Istanbul, Austria Wien und Fenerbahçe Istanbul wurde
- Marijo Marić, (1998) ehemaliger Fußballprofi u. a. beim SSV Reutlingen, VfL Bochum, FC Kärnten, bei Arminia Bielefeld und der SpVgg Unterhaching, spielte achtmal für Kroatien
- Tomislav Marić, (?–1992) älterer Bruder von Marijo und ehemaliger Profi u. a. beim VfL Wolfsburg, bei Borussia Mönchengladbach und Urawa Red Diamonds, spielte neunmal für Kroatien
- Vincenzo Palumbo, (?–1992) Jugend, ehemaliger Profi u. a. bei den Stuttgarter Kickers, dem FC Basel und in Italien
- Ralf Rangnick, (1980–1982) spielte in seiner aktiven Zeit für den VfR; war Trainer beim SSV Reutlingen, SSV Ulm, VfB Stuttgart, bei Hannover 96, dem FC Schalke 04 und der TSG 1899 Hoffenheim
- Uwe Rapolder, (1977–1978) war Trainer u. a. beim FC St. Gallen, bei SV Waldhof Mannheim, Arminia Bielefeld und dem 1. FC Köln
- Herbert Rappsilber, (1956–1963) DDR-Meister 1952 mit Turbine Halle
- Rüdiger Rehm, (bis 1997) Jugend, Trainer beim SV Wehen Wiesbaden, Spieler beim Regionalligisten SG Sonnenhof Großaspach, spielte in der Jugend für den VfR
- Marco Sailer, (?–2003) Jugend, (2003–2004) Spieler beim Regionalligisten FSV Wacker 90 Nordhausen, Frühere Vereine: SV Darmstadt 98, 1. FC Heidenheim, SV Wehen Wiesbaden, Greuther Fürth, VfR Aalen
- Gerd Störzer, (1995–1997) ehemaliger Spieler u. a. beim TSV 1860 München, SV Sandhausen und VfR Mannheim
- Dietrich Weise, (1958–1967) ehemaliger Spieler u. a. für den 1. FC Kaiserslautern, Eintracht Frankfurt und Fortuna Düsseldorf
- Michael Wenczel, (1997–1998) Profi beim FC Ingolstadt in der 2. Bundesliga, früher FC Augsburg und Eintracht Frankfurt, spielte in der Jugend und zu Beginn seiner aktiven Zeit beim VfR
- Georg Wunderlich, (1928–1930) Deutscher Meister 1914 mit der Greuther Fürth

## Statistik des VfR Heilbronn
Aufstiege sind grün, Abstiege orange unterlegt.
| Saison  | Liga                                  | Platz |
| ------- | ------------------------------------- | ----- |
| 1941/42 | Gauliga Württemberg                   | 04.   |
| 1942/43 | Gauliga Württemberg                   | 09.   |
| ....    |                                       |       |
| 1946/47 | Bezirksklasse Unterland               | 04.   |
| 1947/48 | Bezirksklasse Unterland               | 01.   |
| 1948/49 | Landesliga Württemberg                | 12.   |
| 1949/50 | 2. Amateurliga Württemberg            | 0?    |
| 1950/51 | 2. Amateurliga Württemberg, Staffel 2 | 01.   |
| 1951/52 | 1. Amateurliga Württemberg            | 08.   |
| 1952/53 | 1. Amateurliga Württemberg            | 04.   |
| 1953/54 | 1. Amateurliga Württemberg            | 07.   |
| 1954/55 | 1. Amateurliga Württemberg            | 05.   |
| 1955/56 | 1. Amateurliga Württemberg            | 01.   |
| 1956/57 | II. Division Süd                      | 18.   |
| 1957/58 | 1. Amateurliga Württemberg            | 04.   |
| 1958/59 | 1. Amateurliga Württemberg            | 07.   |
| 1959/60 | 1. Amateurliga Württemberg            | 12.   |
| 1960/61 | 1. Amateurliga Nordwürttemberg        | 05.   |
| 1961/62 | 1. Amateurliga Nordwürttemberg        | 01.   |
| 1962/63 | II. Division Süd                      | 18.   |
| 1963/64 | 1. Amateurliga Nordwürttemberg        | 02.   |
| 1964/65 | 1. Amateurliga Nordwürttemberg        | 05.   |
| 1965/66 | 1. Amateurliga Nordwürttemberg        | 11.   |
| 1966/67 | 1. Amateurliga Nordwürttemberg        | 04.   |
| 1967/68 | 1. Amateurliga Nordwürttemberg        | 13.   |
| 1968/69 | 1. Amateurliga Nordwürttemberg        | 01.   |
| 1969/70 | Regionalliga Süd                      | 14.   |
| 1970/71 | Regionalliga Süd                      | 08.   |
| 1971/72 | Regionalliga Süd                      | 08.   |
| 1972/73 | Regionalliga Süd                      | 06.   |

| Saison    | Liga                           | Platz |
| --------- | ------------------------------ | ----- |
| 1973/74   | Regionalliga Süd               | 12.   |
| 1974/75   | 2. Bundesliga Süd              | 17.   |
| 1975/76   | 1. Amateurliga Nordwürttemberg | 07.   |
| 1976/77   | 1. Amateurliga Nordwürttemberg | 12.   |
| 1977/78   | 1. Amateurliga Nordwürttemberg | 07.   |
| 1978/79   | Verbandsliga Württemberg       | 01.   |
| 1979/80   | Oberliga Baden-Württemberg     | 14.   |
| 1980/81   | Oberliga Baden-Württemberg     | 13.   |
| 1981/82   | Oberliga Baden-Württemberg     | 15.   |
| 1982/83   | Oberliga Baden-Württemberg     | 15.   |
| 1983/84   | Oberliga Baden-Württemberg     | 15.   |
| 1984/85   | Verbandsliga Württemberg       | 08.   |
| 1985/86   | Verbandsliga Württemberg       | 01.   |
| 1986/87   | Oberliga Baden-Württemberg     | 17.   |
| 1987/88   | Verbandsliga Württemberg       | 04.   |
| 1988/89   | Verbandsliga Württemberg       | 10.   |
| 1989/90   | Verbandsliga Württemberg       | 04.   |
| 1990/91   | Verbandsliga Württemberg       | 06.   |
| 1991/92   | Verbandsliga Württemberg       | 03.   |
| 1992/93   | Verbandsliga Württemberg       | 14.   |
| 1993/94   | Verbandsliga Württemberg       | 04.   |
| 1994/95   | Verbandsliga Württemberg       | 10.   |
| 1995/96   | Verbandsliga Württemberg       | 04.   |
| 1996/97   | Verbandsliga Württemberg       | 01.   |
| 1997/98   | Oberliga Baden-Württemberg     | 15.   |
| 1998/99   | Verbandsliga Württemberg       | 02.   |
| 1999/2000 | Oberliga Baden-Württemberg     | 10.   |
| 2000/01   | Oberliga Baden-Württemberg     | 03.   |
| 2001/02   | Oberliga Baden-Württemberg     | 15.   |
| 2002/03   | Verbandsliga Württemberg       | 11.   |

## Neugründung des VfR Heilbronn

### Sportliche Entwicklung
Am 16. Mai 2018 wurde ein neuer Verein mit dem Namen VfR Heilbronn 96-18 unter der Führung des Vorsitzenden Onur Celik gegründet. Die Heimspiele finden seit der Saison 2018/19 wieder im Frankenstadion statt. Die Mannschaft begann nach der Vereinsgründung in der Kreisliga B; nach vier Aufstiegen spielt der VfR ab der Saison 2024/25 in der Verbandsliga Württemberg. Gleichzeitig ging ab der Saison 2020/21 eine Jugendabteilung an den Start. Mittlerweile kooperiert der Verein im Jugendbereich mit dem VfB Stuttgart.

### Statistik
| Saison  | Liga                             | Platz | Anmerkung                                |
| ------- | -------------------------------- | ----- | ---------------------------------------- |
| 2018/19 | Kreisliga B2 Unterland           | 1.    | Aufstieg                                 |
| 2019/20 | Kreisliga A2 Unterland           | 1.    | Aufstieg                                 |
| 2020/21 | Bezirksliga Unterland            | -     | Saison abgebrochen wegen Corona-Pandemie |
| 2021/22 | Bezirksliga Unterland            | 1.    | Aufstieg                                 |
| 2022/23 | Landesliga Württemberg Staffel 1 | 4.    |                                          |
| 2023/24 | Landesliga Württemberg Staffel 1 | 2.    | Aufstieg über Relegationsspiele          |
| 2024/25 | Verbandsliga Württemberg         | 9.    |                                          |